# Ehemaliges Zoll- und Wohngebäude Diendorf

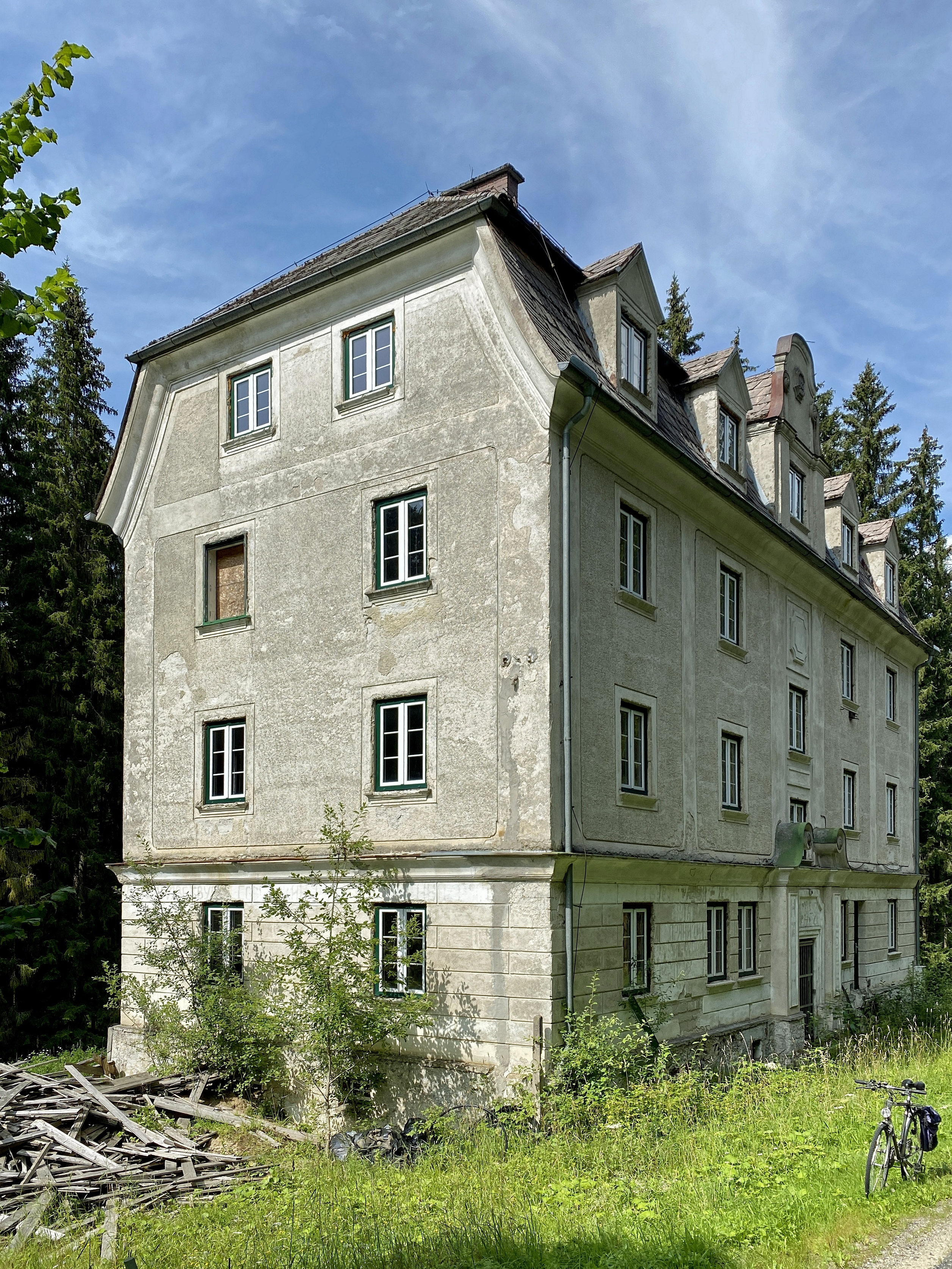
Ehemaliges Zoll- und Wohngebäude in Diendorf

Das Ehemalige Zoll- und Wohngebäude steht in Diendorf etwas vor der Grenze zu Tschechien in der Marktgemeinde Aigen-Schlägl im oberen Mühlviertel in Oberösterreich. Das Gebäude steht unter Denkmalschutz (Listeneintrag).

## Beschreibung

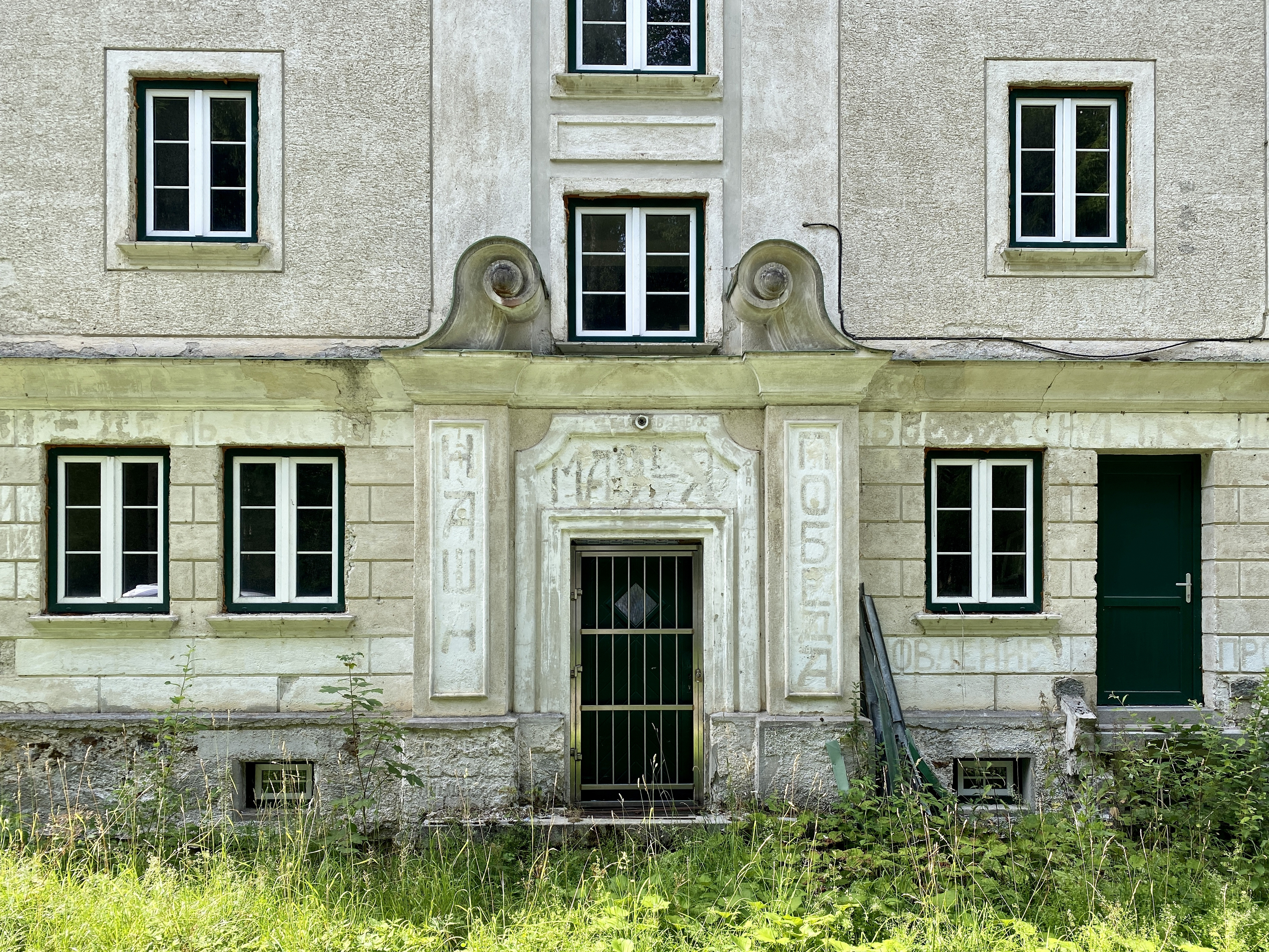
Rechteckportal

Aufgrund der neuen Grenze wurde 1922 ein Zoll- und Wohngebäude errichtet.
Der mächtige dreigeschoßige Bau hat ein Mansarddach mit Schopf. Die Hauptfront zeigt ein rustiziertes Erdgeschoß und Kolossallisenen in den Obergeschoßen unter Betonung der Mittelachse. Das Rechteckportal hat gesprengte Volutengiebel und darüber im Dachbereich ein dekorativ gestaltetes übergiebeltes Dachhäuschen.
Schräg gegenüber beginnt auf der anderen Straßenseite der Wanderweg zum Naturreservat Bayrische Au.